# Adwokat (film 1998)
Adwokat (ang. A Civil Action) – amerykański dramat obyczajowy z 1998 roku w reżyserii Stevena Zailliana, którego fabuła oparta została na podstawie powieści Jonathana Harra opisującej rzeczywiste wydarzenia.

## Fabuła
Jan Schlichtmann jest adwokatem zajmującym się wywalczaniem finansowych rekompensat dla osób (lub ich rodzin) poszkodowanych na zdrowiu. Jego maksymą jest: „Najlepszym klientem jest biały, zamożny 40-latek, najgorszym – martwe dziecko”. Jednak wbrew swojej regule decyduje się reprezentować grupę mieszkańców podbostońskiego miasteczka, rodziców dzieci zmarłych na białaczkę. Choroba wzięła się prawdopodobnie z powodu zatrucia wód gruntowych przez miejscową garbarnię, za którą stoją dwie potężne korporacje przemysłowo-transportowe. Poza tym jej interesów broni zespół doświadczonych prawników pod kierunkiem Jerome'a Fachera.

## Obsada
- John Travolta – Jan Schlichtmann
- Robert Duvall – Jerome Facher
- Tony Shalhoub – Kevin Conway
- William H. Macy – James Gordon
- Željko Ivanek – Bill Crowley
- Bruce Norris – William Cheeseman
- John Lithgow – Sędzia Walter J. Skinner
- Kathleen Quinlan – Anne Anderson
- Peter Jacobson – Neil Jacobs
- Mary Mara – Kathy Boyer
- James Gandolfini – Al Love
- Stephen Fry – Pinder
- Dan Hedaya – John Riley
- David Thornton – Richard Aufiero
- Sydney Pollack – Al Eustis

## Produkcja
Zdjęcia do filmu realizowane były na terenie amerykańskich stanów Massachusetts i Kalifornia.

## Nagrody i nominacje
Oscary za rok 1998
- Najlepsze zdjęcia – Conrad L. Hall (nominacja)
- Najlepszy aktor drugoplanowy – Robert Duvall (nominacja)

Złote Globy 1998
- Najlepszy aktor drugoplanowy – Robert Duvall (nominacja)

Nagrody Satelita 1998
- Najlepszy aktor drugoplanowy w dramacie – Robert Duvall (nominacja)